# Tachina cincta
Tachina cincta là một loài ruồi trong họ Tachinidae.